# Tormod Riste
Tormod Riste (ur. 14 maja 1925 w Voldzie, zm. 12 listopada 1995 w Skedsmie) – norweski fizyk.

## Życiorys
W 1961 ukończył studia fizyczne na Uniwersytecie w Oslo, na którym następnie był pracownikiem naukowym, a w latach 1966–1991 dyrektorem ds. badań naukowych i jednocześnie 1980-1991 profesorem. Od 1969 do 1979 był przewodniczącym Norweskiego Stowarzyszenia Fizyków. Specjalizował się w eksperymentalnej fizyce ciała stałego i mechanice statystycznej. Badał substancje magnetyczne i ciekłe kryształy, zajmował się przemianami fazowymi, fluktuacjami ciekłych kryształów i analizą rozpraszania neutronów. Napisał wiele artykułów w czasopismach naukowych, był redaktorem i współautorem 12 książek. Był członkiem Norweskiej Akademii Nauki i Literatury i PAN. Był członkiem towarzystw naukowych Norwegii, Danii i Polski.